# 科勁國際
科勁國際（控股）有限公司，簡稱科勁國際（控股）以及科勁國際（英語：King’s Flair International (Holdings) Limited，港交所：6822），在1989年，由黃少華（主席及行政總裁）於香港（總部）成立「科勁發展有限公司」。
業務在全球經營廚房用品的設計、研發以及分銷。
股份在2015年1月16日於港交所主板上市。招股價為1.28港元，集資額為2億港元，股份發售額為1.75億股。

## 連結
- kingsflair.com.hk （页面存档备份，存于）